# Silla turca
La silla turca (Sella Turcica en latín), es un nicho pequeño en forma de hueco, que en los vertebrados superiores está  situado en la vertiente endocraneal del hueso esfenoides, en la base del cráneo. Aloja a la hipófisis (o glándula pituitaria) y a las meninges. 

## Anatomía

Silla turca (en rojo), en el cuerpo del esfenoides, de la Fosa media de la base del cráneo.

La "Silla Turca" se encuentra en el sector central del hueso esfenoides. 
En latín sella turcica debido a que su forma se aproximaba a la de una silla de montar turca del siglo XVI. El término fue introducido en la anatomía en 1627 por Adrian van der Spieghel (Adrianus Spigelius).
La cara superior o cerebral del cuerpo del esfenoides contiene la "fosa hipofisiaria" o "silla turca" que es una depresión limitada por las cuatro apófisis clinoides, que se encuentran en las cuatro esquinas del surco hipofisario.

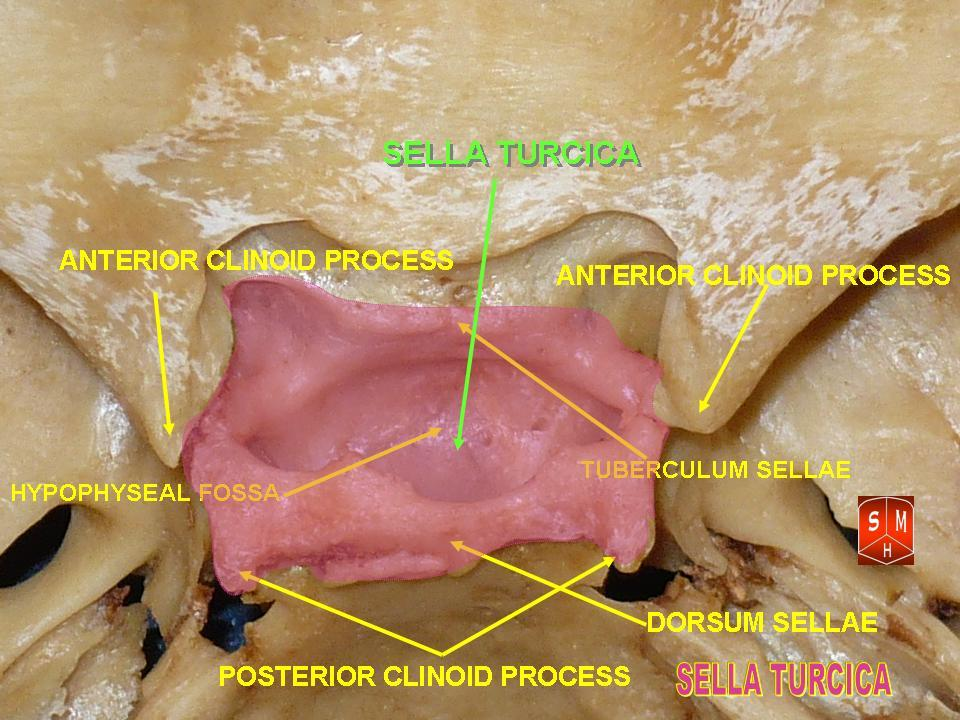
Silla turca y Fosa hipofisaria en rojo. Vista de la base de cráneo desde arriba de la bóveda craneal.

Por arriba la silla turca está cerrada y limitada por el diafragma selar o tienda de la Hipófisis, formado por las meninges, que normalmente forma el techo anatómico de la silla. Mide por término medio 15 mm de ancho por 15 mm de largo.
El "diafragma selar" separa la glándula hipófisis de la cisterna supraselar.
 
La tienda presenta un pequeño orificio por el que pasa el tallo hipofisario (o infundíbulo) con sus vasos porta y las arterias de la trabécula. 
Dicho orificio es rodeado por delante y por detrás por un par de senos curvos que corren en el espesor de la hoja meníngea y se denomina sistema anular, "seno circular" o "seno coronario".
La Silla Turca se encuentra normalmente ocupada en su totalidad, por la glándula hipófisis y por la "tienda de la hipófisis" que normalmente forma el techo anatómico de la silla. 
Las dimensiones de la silla turca se midieron en un estudio mexicano. El diámetro dorso-ventral (profundidad) fue de 9-12 mm, (con una media de 9.88 mm), el rostro-caudal fue de 10-15 mm, (con una media de 11.4 mm) y el diámetro lateral 7-21 mm, (con una media de 13.2 mm).

El volumen promedio de la "silla turca" según la fórmula para un elipsoide sería 0.5 × 9.88 mm × 11.4 mm × 13.2 mm = 743 mm3.

## Patología
Silla turca vacía es una entidad anatómico-radiológica caracterizada por la
herniación intraselar del espacio subaracnoideo supraselar, con presencia de líquido cefalorraquídeo (LCR).
En medicina, el síndrome de la silla turca vacía ocurre cuando en la resonancia magnética no se aprecia la hipófisis en su lugar.

## Lesiones de la región selar
Dada su ubicación como un límite óseo caudal para la glándula pituitaria, un adenoma de hipófisis normalmente crece en dirección rostral hacia la región supraselar. Las lesiones que invaden la región supraselar pueden comprimir el quiasma óptico, que se encuentra en el aspecto superior de la glándula y en ambos aspectos laterales del infundíbulo. La compresión del quiasma óptico puede provocar hemianopsia bitemporal, y, en el caso de que no exista una lesión traumática asociada al hallazgo, este es patognomónico de un adenoma de hipófisis. 
Algunos adenomas de hipófisis pueden crecer en dirección ventral, invadiendo el hueso esfenoides y el seno cavernoso. Los macroadenomas hipofisarios pueden provocar alteraciones morfológicas en el esfenoides y en la silla turca. 